# Dávid Mohl
Dávid Mohl (phát âm tiếng Hungary: [ˈdaːvid ˈmol]; sinh 22 tháng 4 năm 1985 ở Székesfehérvár) là một hậu vệ bóng đá Hungary hiện tại thi đấu cho Újpest.

## Thống kê câu lạc bộ
| Câu lạc bộ          | Mùa giải            | Giải vô địch | Giải vô địch | Cúp  | Cúp       | Cúp Liên đoàn | Cúp Liên đoàn | Châu Âu | Châu Âu   | Tổng | Tổng      |
| Câu lạc bộ          | Mùa giải            | Trận         | Bàn thắng    | Trận | Bàn thắng | Trận          | Bàn thắng     | Trận    | Bàn thắng | Trận | Bàn thắng |
| ------------------- | ------------------- | ------------ | ------------ | ---- | --------- | ------------- | ------------- | ------- | --------- | ---- | --------- |
| Videoton            | 2006–07             | 24           | 2            | 1    | 0         | 0             | 0             | 0       | 0         | 25   | 2         |
| Videoton            | 2007–08             | 28           | 0            | 4    | 0         | 13            | 0             | 0       | 0         | 45   | 0         |
| Videoton            | 2008–09             | 20           | 0            | 3    | 0         | 9             | 1             | 0       | 0         | 32   | 1         |
| Videoton            | Tổng                | 72           | 2            | 8    | 0         | 22            | 1             | 0       | 0         | 102  | 3         |
| Debrecen            | 2009–10             | 1            | 0            | 0    | 0         | 0             | 0             | 0       | 0         | 1    | 0         |
| Debrecen            | 2012–13             | 0            | 0            | 0    | 0         | 0             | 0             | 2       | 0         | 2    | 0         |
| Debrecen            | Tổng                | 1            | 0            | 0    | 0         | 0             | 0             | 2       | 0         | 3    | 0         |
| Kecskemét           | 2010–11             | 22           | 1            | 7    | 0         | 2             | 0             | 0       | 0         | 31   | 1         |
| Kecskemét           | 2011–12             | 24           | 1            | 1    | 1         | 8             | 1             | 2       | 0         | 35   | 3         |
| Kecskemét           | 2012–13             | 19           | 5            | 0    | 0         | 4             | 0             | 0       | 0         | 23   | 5         |
| Kecskemét           | Tổng                | 65           | 7            | 8    | 1         | 14            | 1             | 2       | 0         | 89   | 9         |
| Pécs                | 2013–14             | 26           | 4            | 4    | 1         | 4             | 1             | 0       | 0         | 34   | 6         |
| Pécs                | 2014–15             | 14           | 2            | 3    | 1         | 4             | 1             | 0       | 0         | 21   | 4         |
| Pécs                | Tổng                | 40           | 6            | 7    | 2         | 8             | 2             | 0       | 0         | 55   | 10        |
| Tổng cộng sự nghiệp | Tổng cộng sự nghiệp | 178          | 15           | 23   | 3         | 44            | 4             | 4       | 0         | 249  | 22        |

Cập nhật theo các trận đấu đã diễn ra tính đến ngày 26 tháng 10 năm 2014.